# 威海大水泊空港
威海大水泊空港は、中国山東省威海市文登区大水泊鎮にある空港である。

## 概要
威海市中心部から約30km南方の文登区大水泊鎮にある。
韓国と地理的に近距離にあることから、国交樹立後に国際線が開設され、煙台と同様に多くの国際線が運航されている。

## 就航航空会社と就航地

### 国内線
| 航空会社     | 就航地                               |
| ------------ | ------------------------------------ |
| 中国国際航空 | 北京/首都、杭州、ハルビン、天津      |
| 成都航空     | 長春                                 |
| 中国東方航空 | 上海/虹橋、長春、広州                |
| 中国南方航空 | ハルビン、南京、武漢、広州(南京経由) |
| 浙江長龍航空 | 長春、杭州                           |
| 吉祥航空     | 南京                                 |
| 山東航空     | 北京/首都、済南、深圳(済南経由)      |
| 上海航空     | 上海/浦東、長春                      |
| 天津航空     | 上海/浦東、大連                      |

### 国際線
| 航空会社           | 就航地                 |
| ------------------ | ---------------------- |
| 中国東方航空       | ソウル/仁川            |
| アシアナ航空       | ソウル/仁川            |
| チェジュ航空       | ソウル/仁川            |
| 大韓航空           | ソウル/仁川            |
| ティーウェイ航空   | ソウル/仁川            |
| チャイナエアライン | 台北/桃園              |
| ヤクーツク航空     | ブラゴヴェシチェンスク |